# Flachlagerung
Die Flachlagerung ist die waagerechte Lagerung eines Patienten (Patientenlagerung), um eine ausreichende Hirndurchblutung sicherzustellen. Ein Sonderfall der Lagerung ist die Schocklagerung, bei der die Beine hochgelagert werden.